# Puchar Azji w piłce nożnej kobiet
Puchar Azji w piłce nożnej kobiet (ang. AFC Women's Asian Cup) – turniej piłkarski w Azji organizowany co cztery lata (do 2010 co dwa) przez AFC (ang. Asian Football Confederation) dla zrzeszonych reprezentacji krajowych kobiet. Pełnią funkcję kwalifikacji do mistrzostw świata – do światowego czempionatu awansuje dwa najlepsze zespoły danej edycji turnieju Azji.

## Historia
Zapoczątkowany został w 1975 roku przez AFC jako Puchar Azji w piłce nożnej kobiet. Rozgrywki zostały rozegrane na stadionach Hongkongu. W turnieju finałowym 1975 uczestniczyły reprezentacje Australii, Hongkongu, Malezji, Nowej Zelandii, Singapuru i Tajlandii. Najpierw 6 drużyn zostały podzielone na 2 grupy, a potem czwórka najlepszych zespołów systemem pucharowym wyłoniła mistrza. Pierwszy turniej wygrała reprezentacja Nowej Zelandii.
W edycjach 1979 oraz 1983 w turnieju finałowym 6 drużyn walczyły w jednej grupie, a potem czwórka najlepszych zespołów systemem pucharowym wyłoniła mistrza.
W edycji 1995 i 1997 po eliminacjach w turnieju finałowym 11 drużyn najpierw zostały rozbite na trzy grupy, a potem czwórka najlepszych zespołów systemem pucharowym wyłoniła mistrza. 
Od edycji 2006 po eliminacjach w turnieju finałowym 8 drużyn najpierw zostały rozbite na dwie grupy, a potem czwórka najlepszych zespołów systemem pucharowym walczą o tytuł mistrza.

## Finały
| 1975 Szczegóły | Hongkong        | Nowa Zelandia   | 3 − 1                      | Tajlandia        | Australia        | 5 − 0                      | Malezja          | 6  |
| 1977 Szczegóły | Tajwan          | Tajwan          | 3 − 1                      | Tajlandia        | Singapur         | 2 − 0                      | Indonezja        | 6  |
| 1979 Szczegóły | Indie           | Tajwan          | 2 − 0                      | Indie            | Hongkong         | nieznany                   | Australia        | 6  |
| 1981 Szczegóły | Hongkong        | Chińskie Tajpej | 5 − 0                      | Tajlandia        | Indie            | 2 − 0                      | Hongkong         | 6  |
| 1983 Szczegóły | Tajlandia       | Tajlandia       | 3 − 0                      | Indie            | Singapur         | 0 − 0 po dogr. karne 5 − 4 | Japonia          | 6  |
| 1986 Szczegóły | Hongkong        | Chiny           | 2 − 0                      | Japonia          | Tajlandia        | 3 − 0                      | Indonezja        | 5  |
| 1989 Szczegóły | Hongkong        | Chiny           | 1 − 0                      | Chińskie Tajpej  | Japonia          | 3 − 1                      | Hongkong         | 8  |
| 1991 Szczegóły | Japonia         | Chiny           | 5 − 0                      | Japonia          | Chińskie Tajpej  | po dogr. karne 5 − 4       | Korea Północna   | 9  |
| 1993 Szczegóły | Malezja         | Chiny           | 3 − 0                      | Korea Północna   | Japonia          | 3 − 0                      | Chińskie Tajpej  | 8  |
| 1995 Szczegóły | Malezja         | Chiny           | 2 − 0                      | Japonia          | Chińskie Tajpej  | 0 − 0 po dogr. karne 5 − 4 | Korea Południowa | 11 |
| 1997 Szczegóły | Chiny           | Chiny           | 2 − 0                      | Korea Północna   | Japonia          | 2 − 0                      | Chińskie Tajpej  | 11 |
| 1999 Szczegóły | Filipiny        | Chiny           | 3 − 0                      | Chińskie Tajpej  | Korea Północna   | 3 − 2                      | Japonia          | 15 |
| 2001 Szczegóły | Chińskie Tajpej | Korea Północna  | 2 − 0                      | Japonia          | Chiny            | 8 − 0                      | Korea Południowa | 14 |
| 2003 Szczegóły | Tajlandia       | Korea Północna  | 2 − 1 po dogr.             | Chiny            | Korea Południowa | 1 − 0                      | Japonia          | 14 |
| 2006 Szczegóły | Australia       | Chiny           | 2 − 2 po dogr. karne 4 − 2 | Australia        | Korea Północna   | 3 − 2                      | Japonia          | 9  |
| 2008 Szczegóły | Wietnam         | Korea Północna  | 2 − 1                      | Chiny            | Japonia          | 3 − 0                      | Australia        | 8  |
| 2010 Szczegóły | Chiny           | Australia       | 1 − 1 po dogr. karne 5 − 4 | Korea Północna   | Japonia          | 2 − 0                      | Chiny            | 8  |
| 2014 Szczegóły | Wietnam         | Japonia         | 1 − 0                      | Australia        | Chiny            | 2 − 1                      | Korea Południowa | 8  |
| 2018 Szczegóły | Jordania        | Japonia         | 1 − 0                      | Australia        | Chiny            | 3 − 1                      | Tajlandia        | 8  |
| 2022 Szczegóły | Indie           | Chiny           | 3 − 2                      | Korea Południowa | Filipiny         | nie rozegrano              | Japonia          | 12 |
| 2026 Szczegóły | Australia       |                 |                            |                  |                  |                            |                  |    |
| 2029 Szczegóły | Uzbekistan      |                 |                            |                  |                  |                            |                  |    |

## Tabela medalowa
Dane po Mistrzostwach w 2022 roku.
| Lp. | Państwo          | Złoto | Srebro | Brąz | Razem |
| --- | ---------------- | ----- | ------ | ---- | ----- |
| 1.  | Chiny            | 9     | 2      | 3    | 14    |
| 2.  | Korea Północna   | 3     | 3      | 2    | 8     |
| 3.  | Chińskie Tajpej  | 3     | 2      | 2    | 7     |
| 4.  | Japonia          | 2     | 4      | 7    | 13    |
| 5.  | Tajlandia        | 1     | 3      | 1    | 5     |
| 6.  | Australia        | 1     | 3      | 1    | 5     |
| 7.  | Nowa Zelandia    | 1     | 0      | 0    | 1     |
| 8.  | Indie            | 0     | 2      | 1    | 3     |
| 9.  | Korea Południowa | 0     | 1      | 1    | 2     |
| 10. | Hongkong         | 0     | 0      | 1    | 1     |
| .   | Singapur         | 0     | 0      | 1    | 1     |
| .   | Malezja          | 0     | 0      | 1    | 1     |
| .   | Filipiny         | 0     | 0      | 1    | 1     |